# جی‌دی‌اس تروزوکی (دی‌دی-۱۶۲)
جی‌دی‌اس تروزوکی (دی‌دی-۱۶۲) (به انگلیسی: JDS Teruzuki (DD-162)) یک کشتی بود که طول آن ۱۱۸٫۰ متر (۳۸۷ فوت ۲ اینچ) بود. این کشتی در سال ۱۹۵۹ ساخته شد.